# Colobopsis

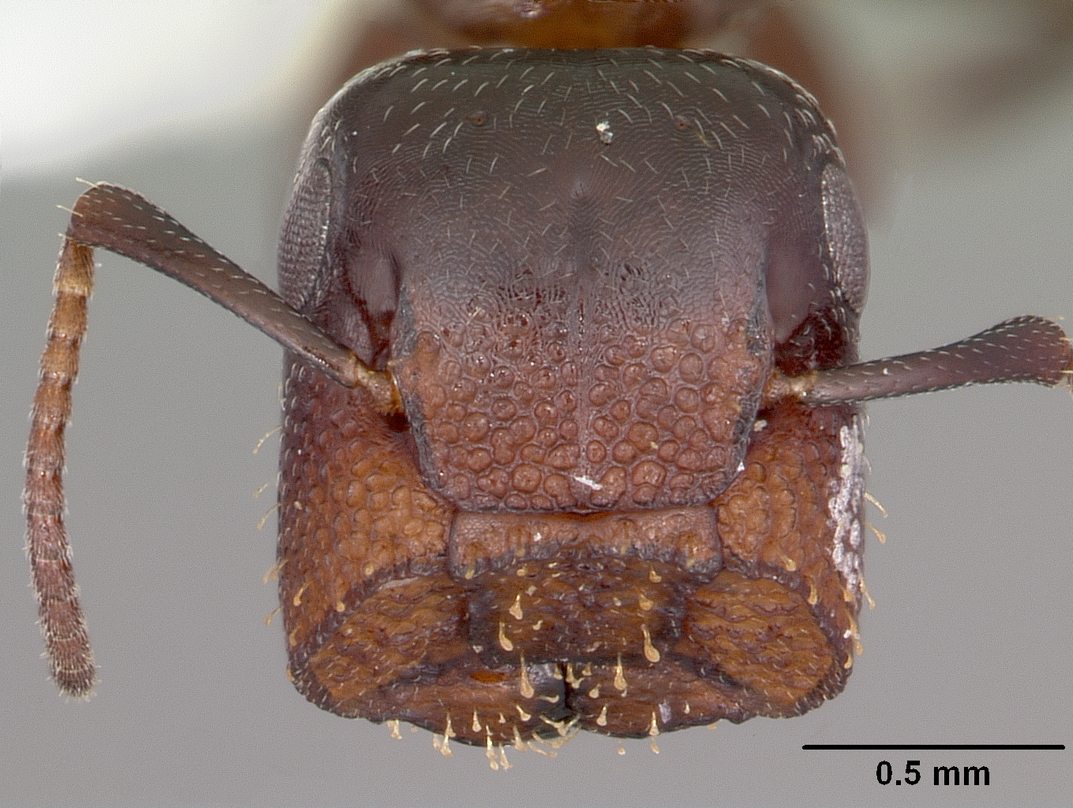
Муравей Colobopsis cerberulus

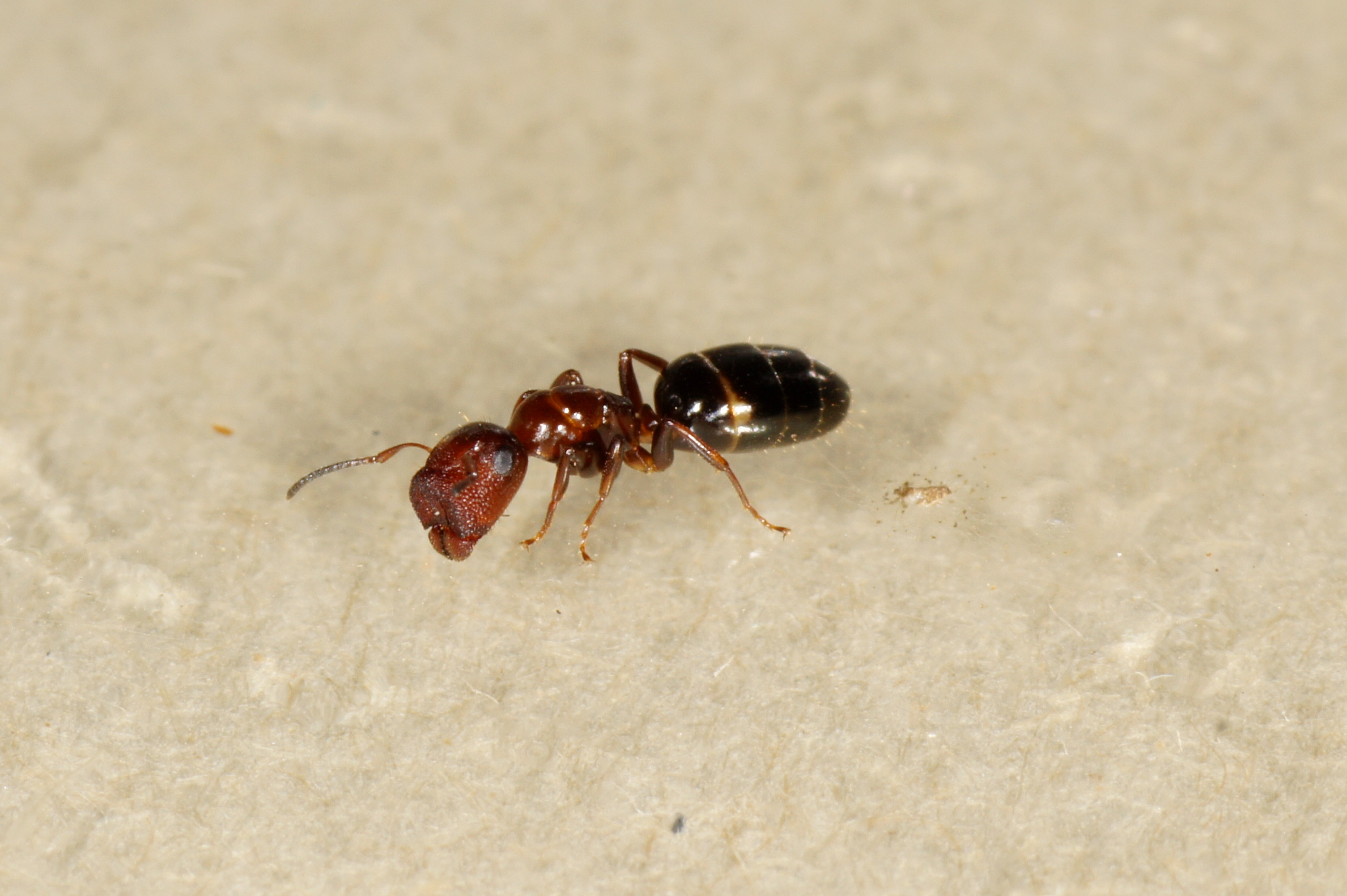
Пробкоголовый муравей (Colobopsis truncata)

Colobopsis (лат.) — род дендробионтных муравьёв подсемейства формицины (Formicinae, Camponotini). Более 90 видов. Ранее рассматривался в качестве подрода в составе рода Camponotus.

## Распространение
Палеарктика, Неарктика, Ориентальная область, Австралия и Океания.

## Описание
Мелкие муравьи коричневого и чёрного цвета, обитатели древесины. Отличаются пробкоголовыми солдатами, или как минимум окаймлённой «обрезанной» спереди головой крупных рабочих, позволяющей им затыкать вход в гнездо (фрагмозис) (сходную конвергентную форму имеют и некоторые виды кампонотусов, например Camponotus ulcerosus из подрода Myrmaphaenus, или Camponotus curviscapus из подрода Pseudocolobopsis). Ширина головы мелких рабочих HW 0,65-1,10 мм (исключения: у группы cylindrica-group и видов Фиджи, где HW 0,90-1,70 мм). Клипеус квадратный или прямоугольный. Усики длинные, у самок и рабочих 12-члениковые. Жвалы рабочих с 5 зубцами. Нижнечелюстные щупики 6-члениковые, нижнегубные щупики состоят из 4 сегментов.
Заднегрудка сзади выступающая, но без шипиков (исключение C. bryani с Фиджи с исключительно необычной выступающей заднегрудкой). Голени средних и задних ног с одной апикальной шпорой. Стебелёк между грудкой и брюшком состоит из одного сегмента (петиоль). Рабочие диморфные или полиморфные. Известен один ископаемый вид †C. brodiei (Donisthorpe, 1920) из Олигоцена Великобритании.

## Систематика
Ранее Colobopsis рассматривался в качестве подрода в составе рода Camponotus. По результатам молекулярно-генетических исследований (на основе работы Ward et al 2016) выделен в отдельный род. Австралийские виды C. armstrongi, C. cameratus, и C. macareaveyi ранее включаемые в состав подрода Myrmogonia и ещё 8 его видов с Фиджи) с 2016 года включены в состав Colobopsis. Конвергентное сходство с кампонотусами показывает видовая группа Camponotus macrocephalus-species group: из 11 её видов 8 отнесены к Colobopsis (anderseni, annetteae, conithorax, gasseri, howensis, macrocephala, sanguinifrons, vitrea), а 3 вида к Camponotus (janeti, janforrestae, mackayensis).

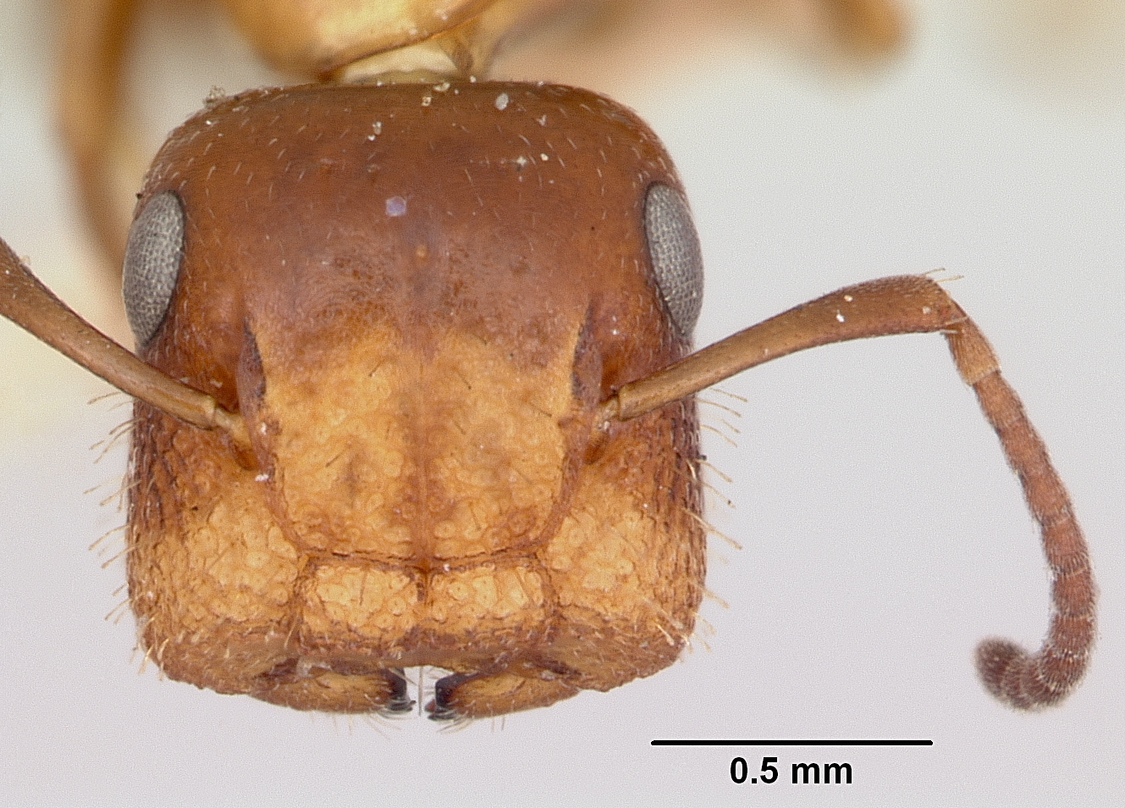
Colobopsis abdita
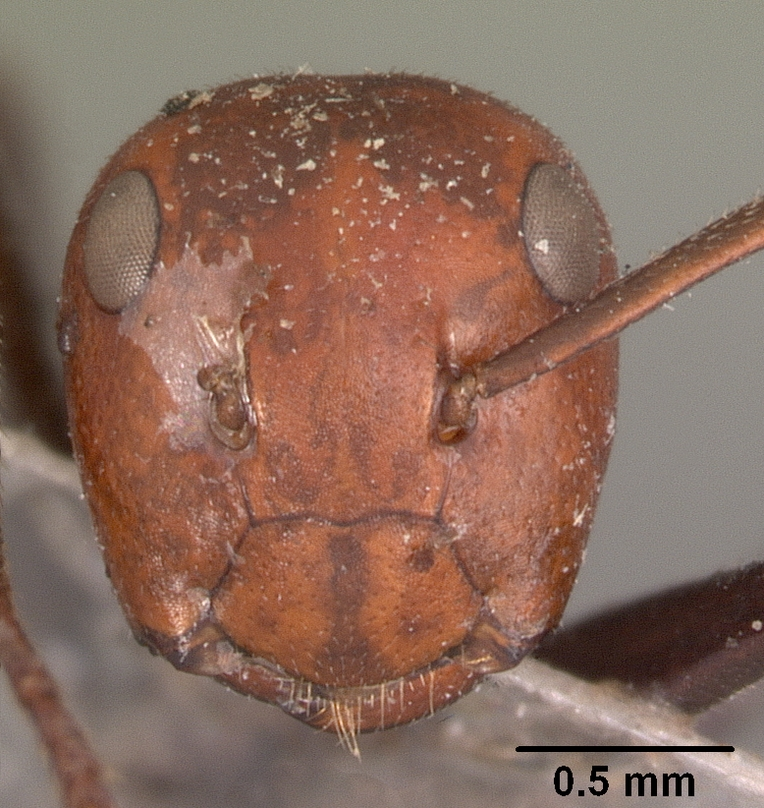
Colobopsis anderseni (McArthur & Shattuck, 2001)
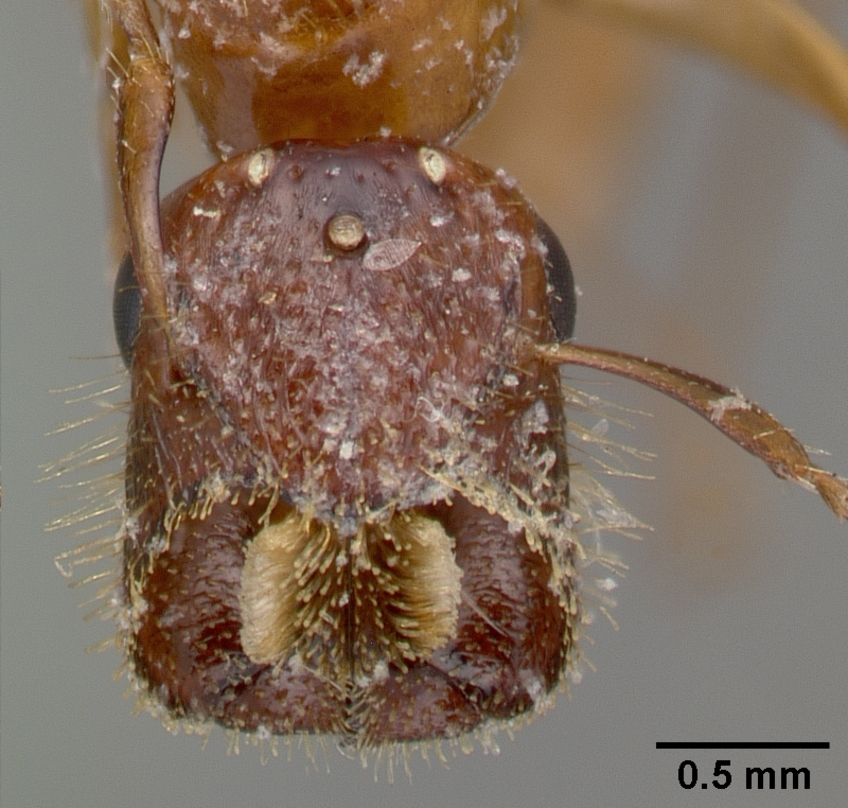
Colobopsis annetteae
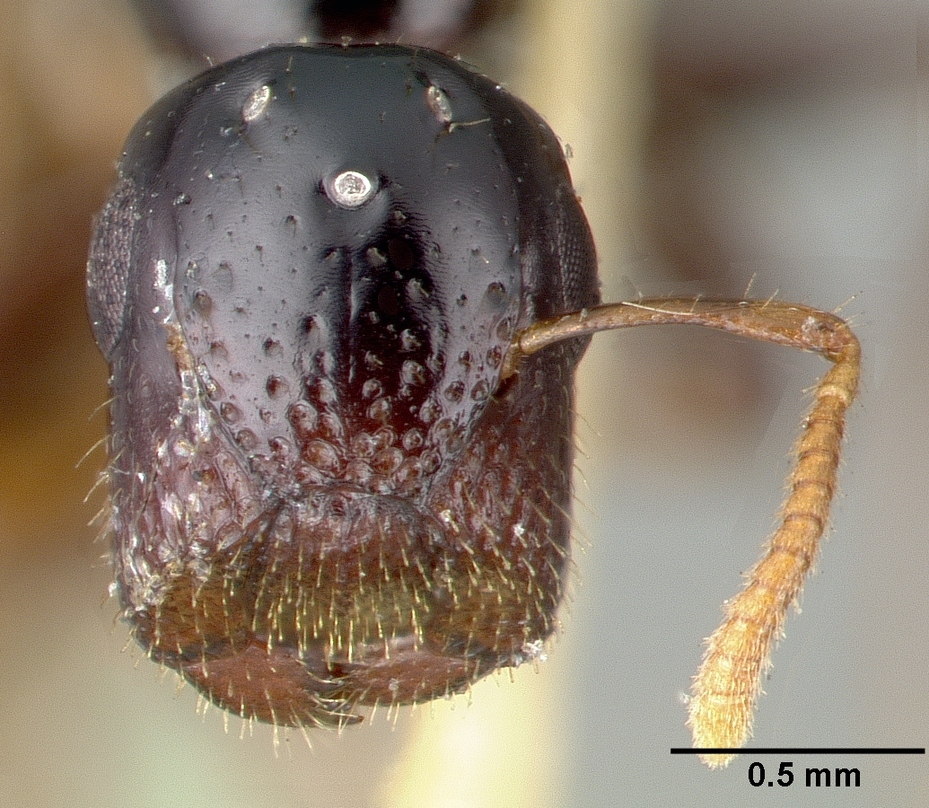
Colobopsis aruensis Karawajew, 1933
- Colobopsis aurata
- Colobopsis aureliana
- Colobopsis badia (Smith, 1857)
- Colobopsis brachycephala Santschi, 1920
- Colobopsis cerberula
- Colobopsis corallina Roger, 1863
  - =Colobopsis solenobia (Menozzi, 1926)[7]
  - =Colobopsis trieterica (Menozzi, 1926)
- Colobopsis cotesii (Forel, 1893)
- Colobopsis cylindrica (Fabricius, 1798)
- Colobopsis desecta (Smith, 1860)
- Colobopsis etiolata
- Colobopsis excavata (Donisthorpe, 1948)
- Colobopsis explodens Laciny & Zettel, 2018[7]
- Colobopsis hosei (Forel, 1911a)
- Colobopsis kadi
- Colobopsis karawaiewi
- Colobopsis macrocephala
- Colobopsis mutilata (Smith, 1859)
- Colobopsis nipponica
- Colobopsis pylartes
- Colobopsis quadriceps
- Colobopsis saginata Stitz, 1925, stat. n.[7]
- Colobopsis saundersi Emery, 1889
- Colobopsis schmitzi
- Colobopsis shohki
- Colobopsis truncata
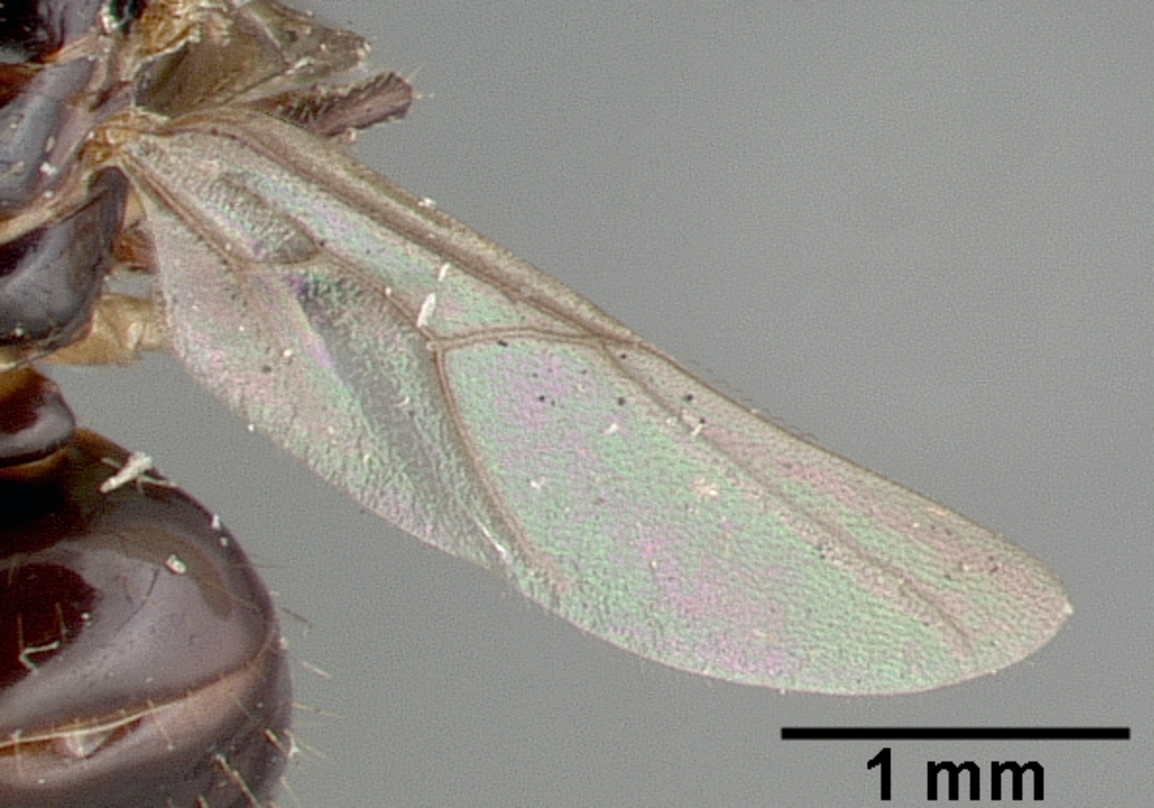
Colobopsis wildae
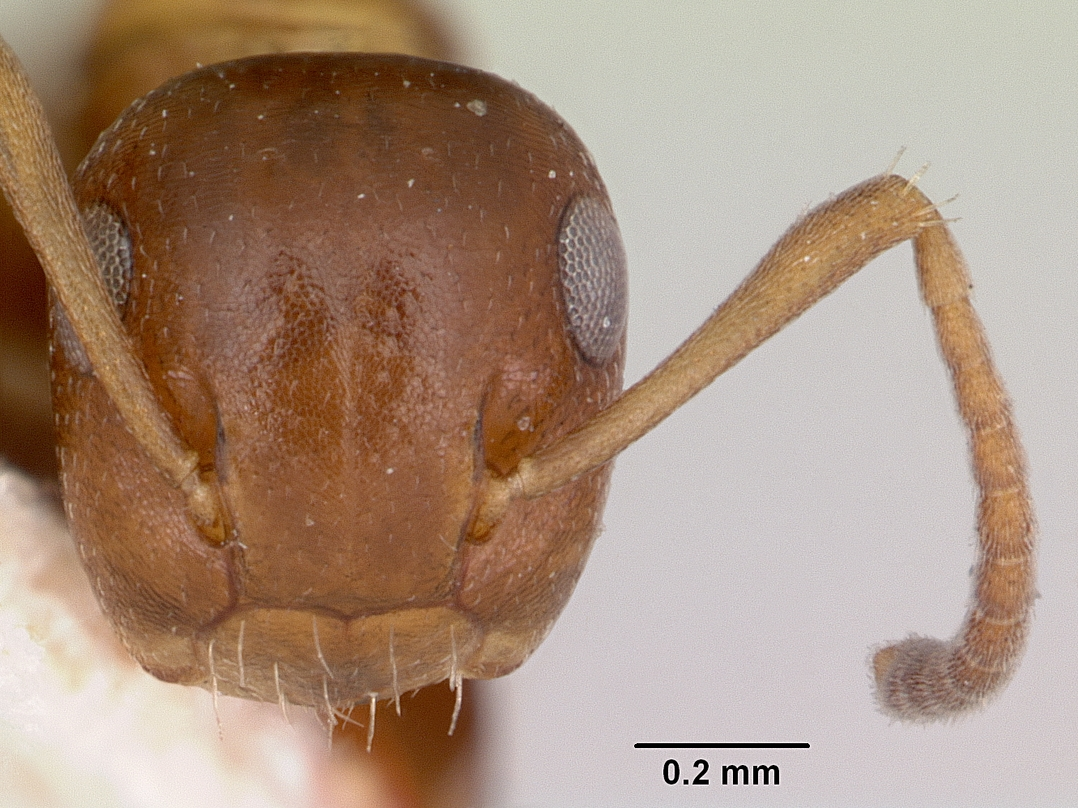
Colobopsis pylartes
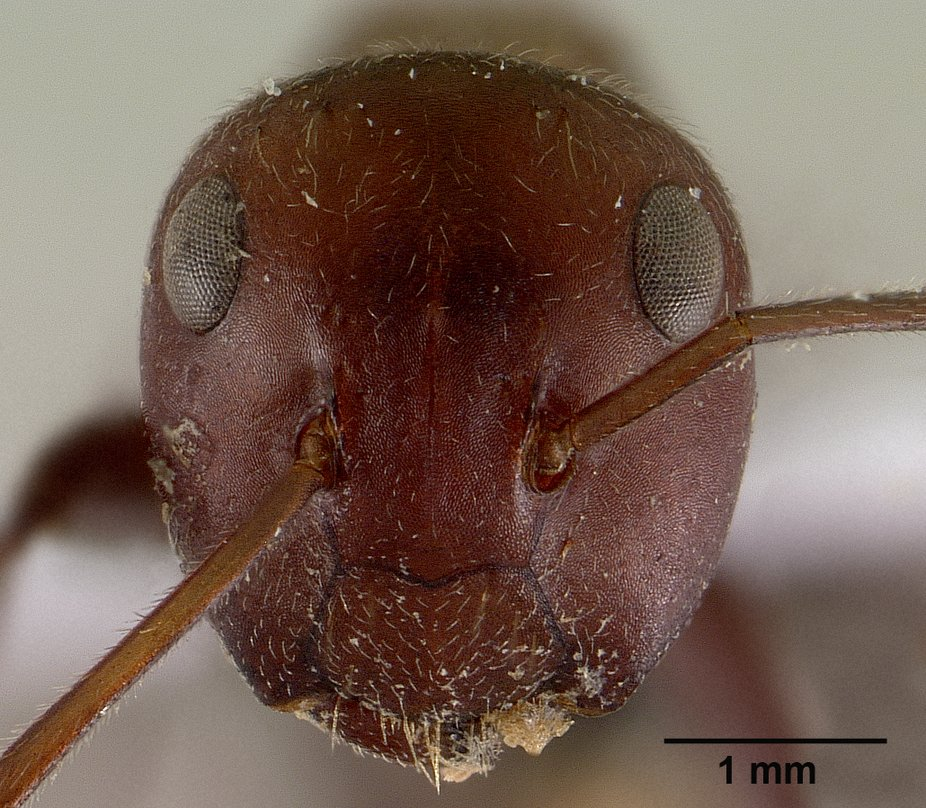
Colobopsis saundersi

- Другие виды

- Colobopsis pylartes
- Colobopsis cylindricus
- Colobopsis excavatus
- Colobopsis wildae
- Крыло Colobopsis wildae
- Colobopsis pylartes
- Colobopsis saundersi